# Trindrini
Trindrini är ett berg i Komorerna.   Det ligger i distriktet Anjouan, i den centrala delen av landet, 140 km öster om huvudstaden Moroni. Toppen på Trindrini är 1 147 meter över havet. Trindrini ligger på ön Anjouan.
Terrängen runt Trindrini är varierad.  Närmaste större samhälle är Moutsamoudou, 10,3 km nordväst om Trindrini. 